# Romeinse brug van Keulen

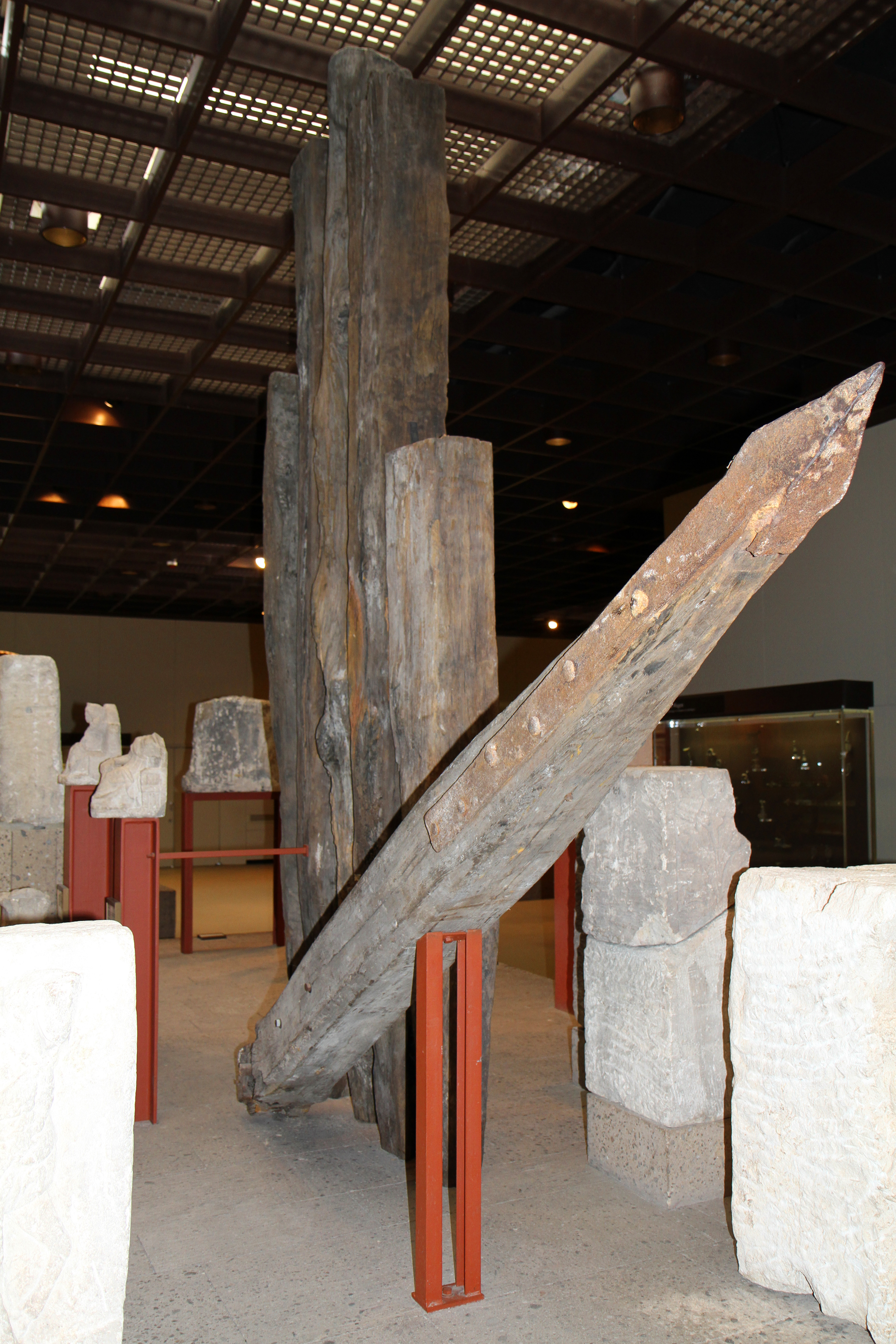
Eiken palen, onderdelen van het fundament van de brug

De Romeinse brug in Colonia Claudia Ara Agrippinensium (Keulen) was de eerste brug over de Rijn op het grondgebied van het huidige Keulen en wijde omgeving. Het bouwwerk werd onder keizer Constantijn I gebouwd door Legio XXII Primigeniaen verbond de Romeinse stad met de aan de overkant van de Rijn gelegen fort Castrum Divitia, thans Deutz, ook onder Constantijn gebouwd. Op de plaats waar de Romeinse brug lag, overspant vandaag de dag de Deutzer Brücke de Rijn.
Het is onduidelijk wanneer de brug precies in onbruik geraakte.